# Ammovolummidae
Ammovolummidae es una familia de foraminíferos bentónicos de la superfamilia Hippocrepinoidea, del suborden Hippocrepinina y del orden Astrorhizida. Su rango cronoestratigráfico abarca desde el Silúrico medio hasta la Actualidad.

## Discusión
Clasificaciones previas rebajan Ammovolummidae a la categoría de subfamilia (subfamilia Ammovolummininae) y la incluían en la familia Ammodiscidae, de la superfamilia Ammodiscoidea, del suborden Textulariina y del Orden Textulariida.

## Clasificación
Ammovolummidae incluye a las siguientes subfamilias y géneros:
- Subfamilia Ammovolummininae
  - Ammovolummina
  - Hyperbathoides †
  - Psammonyx
  - Serpenulina †

Otros géneros considerados en Ammovolummidae son:
- Mesolasiodiscus
- Tolypamminoides, aceptado como Serpenulina
- Tubacera, aceptado como Serpenulina